# I. e. 442
Évszázadok: i. e. 6. század – i. e. 5. század – i. e. 4. század
Évtizedek: i. e. 490-es évek – i. e. 480-as évek – i. e. 470-es évek – i. e. 460-as évek – i. e. 450-es évek – i. e. 440-es évek – i. e. 430-as évek – i. e. 420-as évek – i. e. 410-es évek – i. e. 400-as évek – i. e. 390-es évek
Évek: i. e. 447 – i. e. 446 – i. e. 445 – i. e. 444 –  i. e. 443 – i. e. 442 – i. e. 441 – i. e. 440 – i. e. 439 – i. e. 438 – i. e. 437

## Események
- Római consulok: M. Fabius Vibulanus és Postumius Aebutius Helva Cornicen

- Megalapítják Ardea latin coloniát a rutulusok földjén